# Omar Torrijos (Panama)
Omar Torrijos è un comune (corregimiento) della Repubblica di Panama situato nel distretto di San Miguelito, provincia di Panama. Si estende su una superficie di 11,1 km² e conta una popolazione di 36.452 abitanti (censimento 2010).